# Veľký les
Veľký les je přírodní rezervace v katastrálním území obce Šurany v okrese Nové Zámky v Nitranském kraji na Slovensku. Území bylo vyhlášeno v roce 1993 a jeho rozloha je 21,09 hektaru. Předmětem ochrany je fragment přirozených lesních porostů v Podunajské nížině.